# 中華一筋

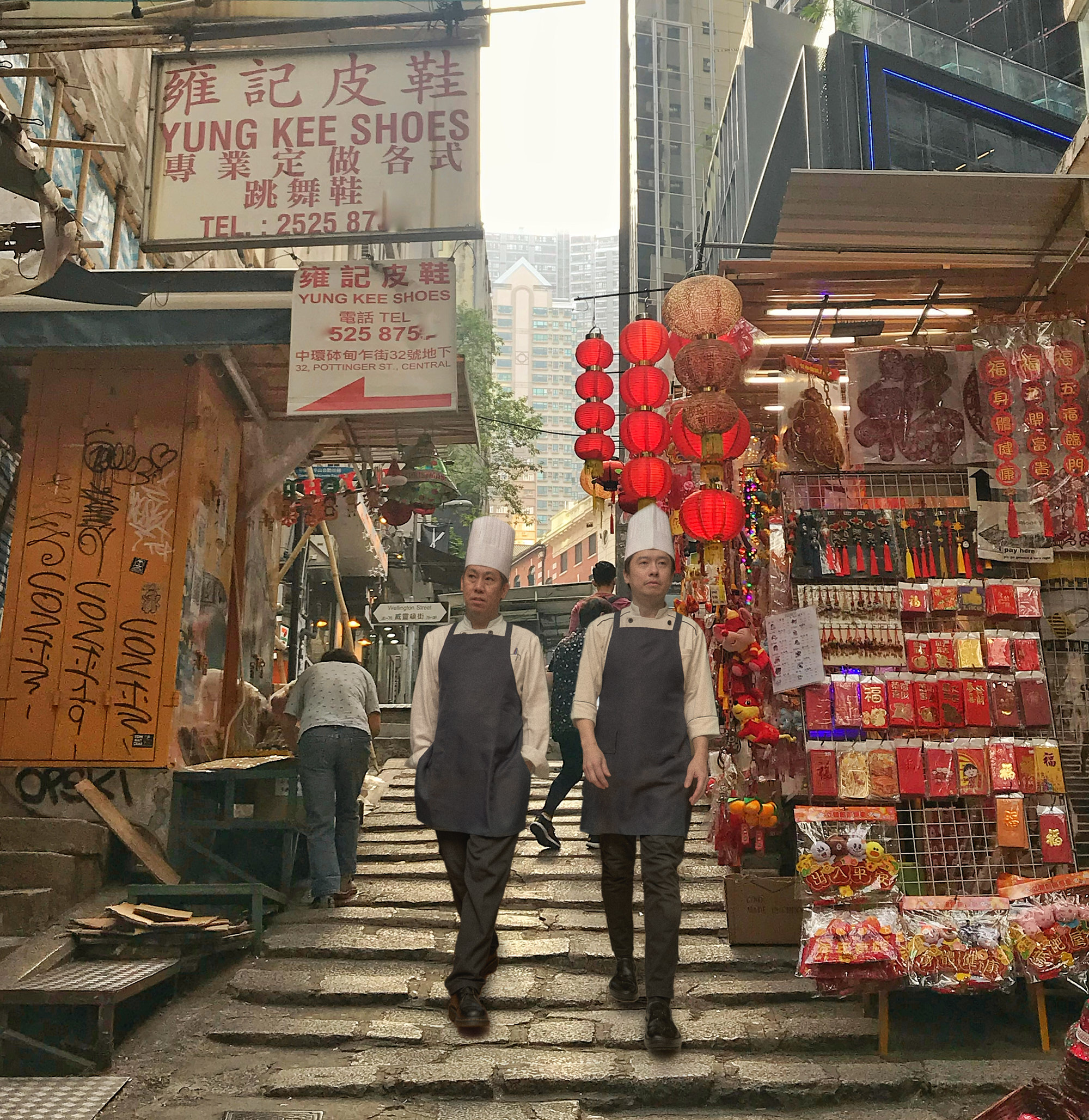

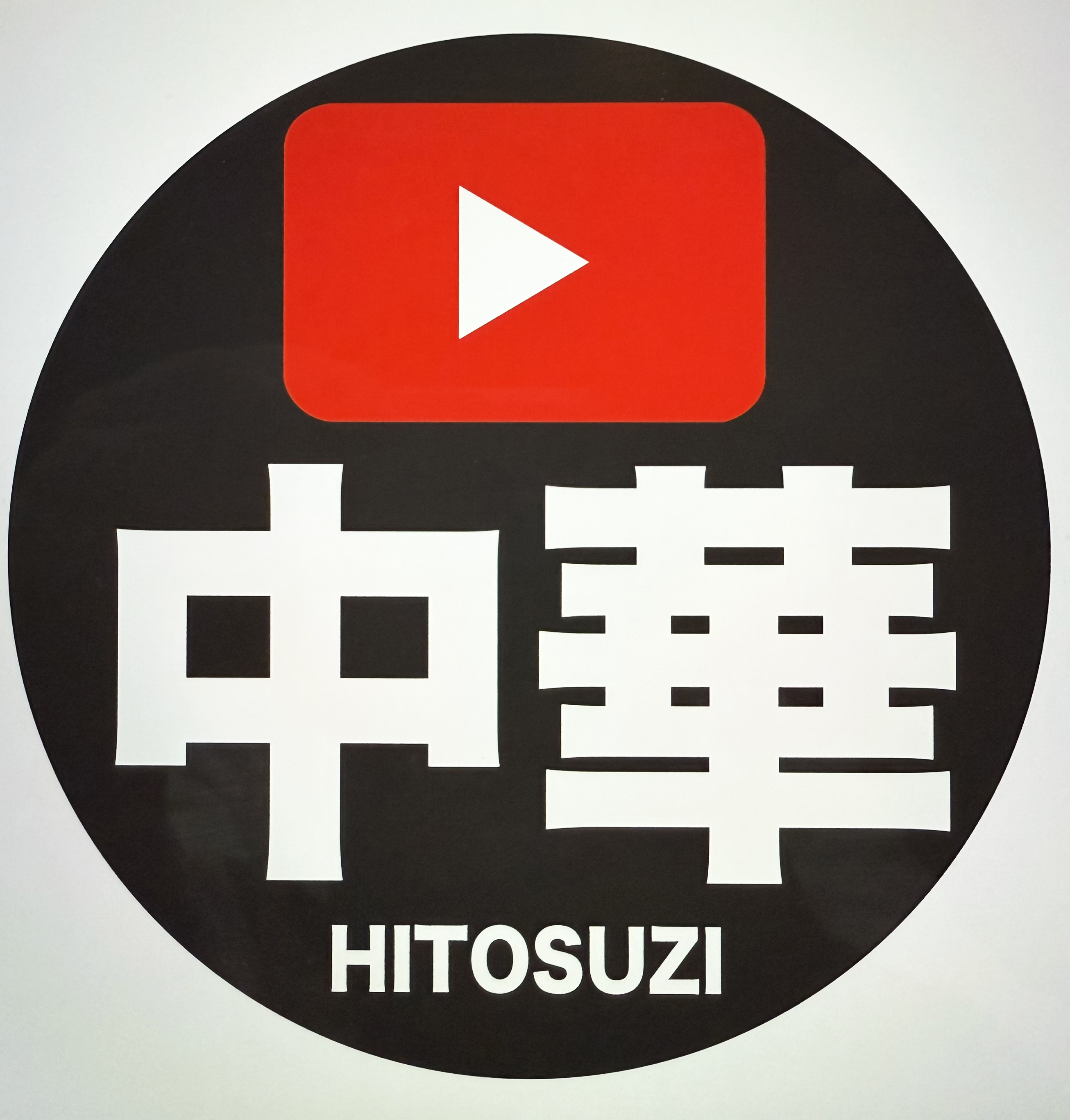

中華一筋（ちゅうかひとすじ）は、日本のYouTuberグループ。

## 概要
厚生労働省が認可する国家資格「中国料理専門調理師・調理技能士」を有する数人の料理人、また同じ店のウェイトレスや関係者などが登場し、料理を作る様子や店の仕込みなどを披露する。扱う料理は当初は中華料理（チャーハン、麻婆豆腐、焼きそば等）が多かったが、2024年現在は主に賄い料理にシフトしており、パスタやカレーライスなども頻繁に登場する。
母体となっている店は、北海道帯広市の中国料理店『美珍樓』。同店の経営者であるチーフが、中華料理の料理人を志す人間を増やすことを主な目的として、YouTubeに投稿を始めたのがきっかけである。YouTubeでの動画が人気を博し、後述するように複数の著書も発売している。
ガリハラ（ガーリックハラスメント）の発案者でもある。

## メンバー
チーフ
本名は鈴木邦彦（すずき くにひこ、1966年4月1日 - ）。帯広市出身。前述した通り中華料理店の経営者であり、調理師専門学校の講師も務める料理人でもある（オーナーシェフ）。2024年現在、動画内では時折調理も見せるが、主に完成した料理の試食を担当する。決まり文句は「マジ美味い」と「頂きヤンス」
2024年12月、厚生労働大臣表彰を受賞した。
イチナベさん
本名は須藤江史（すどう こうじ、1984年10月11日 - ）。北海道十勝郡浦幌町出身。数々の料理コンクールに於いて受賞をしている中国料理専門調理師。動画では主に料理を実際に作る側を担当する。実家は軽食喫茶カナリアを営んでいる。挨拶は「アンザンマ〜ス」
あおい
現在店で修行中の若手料理人。女性。本名は非公表。当初は動画でもマスクで口元を隠していたが、2025年現在は二代目となり素顔を晒していることが多い。
マネユカ
店舗のマネージャーらしき女性。自称「総監督」動画では試食専門で辛いものが好き。時々動画にも登場し、抜き打ちに味をチェック。「ん〜ふ〜」がでれば合格。本名は非公表。
まかないガールズ
実店舗で働くチャイナ服を着たサービススタッフ達。メンバーは時期によって異なる。チャンネル開始当初は頻繁に登場し、ゆったんNo.26や、サワムラNo.11などと個人に番号も振られアイドルのような立ち位置で試食をしていたが、2024年現在はほとんど登場しなくなった。
なおチーフとイチナベさんは、動画内では基本的に顔は出さない。それ以外のメンバーは状況にもよるが、多くは顔出しで出演する。

## 来歴
始まりは2018年12月28日、年の瀬のものすごく忙しい時期に、飽き性で新しいもの好きなチーフがいきなり「今日から俺はYouTuberになった」と宣言をする。全スタッフが猫の手も借りたいくらい忙しくてバタバタしている時に、一人だけ目をキラキラさせて、スタッフ達にYouTuber宣言をしているのだが、周りの人達は忙し過ぎて冷めた目をしていた。ところがイチナベさんだけがチーフと同じように目をキラキラさせてうなずいていた。

## KMO（ケーエムオー）
KMO（キモいおっさんの略）はチーフとイチナベさんのコンビ名。
二人の性格は正反対で、タイプが真逆。チーフは先の先まで読んで、ものすごく細かいところまで考える人。逆にイチナベさんは、考えるよりも先に行動するタイプ。仕込みひとつとっても、チーフは時間をかけて丁寧にする反面、イチナベさんは集中してスピーディに終わらせるため、チーフの5倍の量の仕込みをこなす。しかし一見チーフの方が堅実そうに見えるが実はイチナベさんの方が慎重派で、チーフはお金に執着が無く散財するタイプなのに、イチナベさんは10円単位で領収書をもらってくる倹約派。調理のセンスもイチナベさんはガツンとした濃い味の料理が得意だが、チーフは優しい繊細な料理を得意とする。
二人に共通する点は、常にふざけている様に見えて実はとても真面目なところ。

## 炒飯動画
炒飯動画を得意とするが、一人前の炒飯や鮮やかな鍋振りを見せる動画よりも、大鍋で大量のまかない炒飯を作る動画が多い。
過去最も再生回数の多い動画は、2021年7月13日に配信された「お腹がいっぱいになっても食べ続けてしまうあんかけチャーハン」
1393万回再生（2025年6月現在）
この動画の経緯は、撮影前日にチーフとイチナベさんが二人で飲みに行って、何軒もハシゴをし、次の日二日酔いだったため、過去イチの手抜き動画をアップしたものである。チーフは「スマホの画面すら見たくない」と言い、編集もしていない動画。マネユカ曰く、毎日二日酔いで撮影すれば毎日バズるかも。

## 書籍
- 読めば読むほどウマくなる! 中華一筋のべっぴん絶品料理（大和書房、2020年）ISBN 978-4479921424
- フライパンひとつで作る本当に美味しい炒めもの（KADOKAWA、2023年）ISBN 978-4-04-682475-2